# 迷信 (曲)
「迷信」 (Superstition) は、アメリカのシンガーソングライター、スティーヴィー・ワンダーの楽曲。彼が22歳の頃に発表したアルバム『トーキング・ブック』（1972年）に収録され、多くの国でシングル・カットされた。全米シングルチャートでは1位を、全英シングルチャートで11位を記録。「ローリング・ストーンの選ぶオールタイム・グレイテスト・ソング500」（2021年版）では12位にランクインしている。

## 解説
スティーヴィーはこの曲を、『トーキング・ブック』のセッションに参加したジェフ・ベックへの返礼のために書いた。しかし彼のマネージャーが反対したので、自らレコーディングして同アルバムに収録して先に発表した。ベックの演奏は、当時彼が結成したベック・ボガート & アピスのデビュー・アルバム（1973年）に収録された。スティーヴィーは先に発表したお詫びとして、ベックの1975年のアルバム『ブロウ・バイ・ブロウ』に「哀しみの恋人達」を提供している。
前々作に当たるアルバム『青春の軌跡』（1971年）から顕著なように、彼は当時、モータウン・ポップからの脱却を模索していた。特に『トーキング・ブック』には、一般的に彼の新しい音楽スタイルが認められた。
この曲の歌詞は、幾つかの迷信に言及してそれらを否定する内容を持つ。スティーヴィー自ら演奏するドラム・ビートから始まり、続いてリフがクラビネットにより入ってくる。曲中至るところでバス・ドラムが目立つように構成されている。トントズ・イクスパンディング・ヘッド・バンドのマルコム・セシル(Malcolm Cecil)とロバート・マーゴレフ(Robert Margouleff)がモーグ・シンセサイザーでゲスト参加している。
スティーヴィーは1972年に子供向けテレビ番組『セサミ・ストリート』に出演して、この曲を演奏した。チャック・マンジョーネがトランペットで参加した。

## カヴァー・ヴァージョン
この楽曲は様々なアーティストにカヴァーされている。以下に、主なものを記述する。
- ベック・ボガート & アピス - アルバム『ベック・ボガート & アピス』（1973年）に収録[8]。原曲ではクラビネットで演奏されたリフが、ギターで演奏されている。日本ではシングルカットされ[9]、同年5月の日本公演での演奏が『ベック・ボガート & アピス・ライヴ・イン・ジャパン』（1973年）に収録された。
- スティーヴィー・レイ・ヴォーン - アルバム『ライヴ・アライヴ』(1986年）に収録[10]。シングルカットされ、ビルボード・メインストリーム・ロック・チャートで11位を記録している[11]。
- クインシー・ジョーンズ - アルバム『You've Got It Bad, Girl』(1973年）に収録。スティーヴィー、ビル・ウィザース、ビリー・プレストンが演奏[12]。
- アリシア・キーズ - 楽曲「カルマ」(Karma）のリミックスで、そのまま使用されている。
- コブクロ - 2010年発表のアルバム『ALL COVERS BEST』に収録[13]。